# Diego Hernán Morales
Diego Hernán Morales (Buenos Aires, Argentina, 16 de abril de 1983) es un futbolista argentino. Juega como guardameta y actualmente está sin equipo.

## Trayectoria

### Argentinos Juniors
Inició su carrera como futbolista en Argentinos Juniors aquí conoció al peruano Juan Carlos Mariño. para la temporada 2004-2005 recibe el dorsal número 12 compartiendo equipo con Carlos Galván, Nicolas Pareja y Leonardo Pischulichi. A mediados del 2007 vuelve a Argentinos Juniors fue promovido por Néstor Gorosito comparte el puesto con Sebastian Torrico además de compartir equipo con Andrés Scotti y Álvaro Pereira. Su debut en la máxima división se dio recién en el Torneo Apertura 2008 contra Godoy Cruz, encuentro que finalizó empatado 1-1.

### Juan Aurich
Participó en la Copa Libertadores 2010 con el Juan Aurich donde destacó en el arco, debido a eso fue visto por varios equipos capitalinos y de su país.
A mediados del 2010 vuelve a Argentina para jugar por Quilmes por una temporada se le asignó el dorsal 25.
En el 2012 llega al Sport Boys donde hizo buenas actuaciones, pero por problemas institucionales y económicos en el club hizo que se marche a la Universidad César Vallejo. En el 2013 fichó nuevamente por el Sport Boys recién descendido de Primera en el 2012; y jugaría en la Segunda División de Perú para la edición 2013.

### Cienciano
Para el 2014 fichó por el Cienciano del Cusco de la primera división peruana; teniendo una actuación destacada; no obstante el desempeño del equipo fue irregular. En 2015 descendió con Cienciano. durante tres años consecutivos fue el capitán del Cienciano en la Segunda división Peruana. El 2017 fue uno de sus años más regulares, logrando atajar 27 partidos.

### Real Garcilaso
Fue fichado en el año 2018 por el Real Garcilaso para jugar la Copa Libertadores.

### Alianza Universidad
Tras no tener mucha continuidad para el 2019 ficha por el recién ascendido Alianza Universidad. Actualmente es uno de los referentes y capitán del elenco azulgrana.

## Clubes
| Club                      | País      | Año       |
| ------------------------- | --------- | --------- |
| Argentinos Juniors        | Argentina | 2002-2005 |
| Estudiantes (BA)          | Argentina | 2005-2006 |
| All Boys                  | Argentina | 2006-2007 |
| Argentinos Juniors        | Argentina | 2007-2009 |
| Juan Aurich               | Perú      | 2010      |
| Quilmes                   | Argentina | 2010-2011 |
| Sport Boys                | Perú      | 2012      |
| Universidad César Vallejo | Perú      | 2012      |
| Sport Boys                | Perú      | 2013      |
| Cienciano                 | Perú      | 2014-2017 |
| Real Garcilaso            | Perú      | 2018      |
| Alianza Universidad       | Perú      | 2019-2021 |